# دندانگی
دندانگی (به انگلیسی: Denticity) مفهومی است که تعداد اتم‌های موجود در یک لیگاند را که به فلز مرکزی متصل هستند بیان می‌دارد.
در بیشتر موارد لیگاندها فقط از یک اتم به فلز مرکزی اتصال دارند که آن‌ها را لیگاند تک‌دندانه می‌گویند. در مواردی که یک لیگاند از بیش از یک اتم، به عنصر مرکزی متصل باشد، آن را لیگاند چنددندانه می‌نامند و حالت‌های مختلفی برای آن در نظر می‌گیرند.

## طبقه‌بندی
- لیگاندهای یک دندانه که فقط از یک اتم به عنصر مرکزی متصل هستند. مانند آمونیاک، پیریدین و …
- لیگاندهای چند دندانه که به سه شکل کوردیناسیون انجام می‌دهند:

1. آویزان: که مانند لیگاندهای تک دندانه فقط یکی از دندانه‌های آن متصل می‌شود ولی دندانه‌های فعال دیگری هم دارد.
2. کیلیت: که از دو یا چند سر به فلز مرکزی متصل می‌گردد. مانند اگزالات یا دایپیک
3. پل: که دندانه‌های آن به بیش از یک فلز متصل باشد و اکثراً تولید پلیمر کند.